# Theridion nigroannulatum
Theridion nigroannulatum – gatunek pająka z rodziny omatnikowatych.
Gatunek ten opisał Eugen von Keyserling w 1884 roku w oparciu o okazy ze zbiorów Uniwersytetu Warszawskiego. Jako miejsce typowe autor wskazał Amable Maria w Peru.
Bardzo ważną cechą tego gatunku jest jego życie społeczne, co różni je od pozostałych gatunków pająków. Jest to jeden z 20 gatunków społecznych pająków. Jego zachowania społeczne odkryła w Ekwadorze znana arachnolog Leticia Avilés z Uniwersytetu Kolumbii Brytyjskiej w Kanadzie.
Pająki te żyją w stadach do kilku tysięcy osobników. Polują razem, tkając nić na niższych warstwach liści i czekając na ofiarę. Gdy ta nadleci, ukryte pająki atakują ją, wstrzykując truciznę w jej ciało.
Gdy ofiara jest zbyt duża, aby uniósł ją jeden osobnik, pozostali, którzy razem polowali, pomagają mu nieść ofiarę do gniazda. Tam następuje podział ofiary pomiędzy rodziny zamieszkałe w gnieździe.
Ponadto gdy stado przekracza pewną liczbę osobników, następuje rozdział na mniejsze kolonie, które będą teraz żyły osobno. Nieznana jest przyczyna i warunki tego podziału. Zdumiewające są reprodukcyjne możliwości tego gatunku. Potrafią w ciągu kilku dni rozmnożyć się z kilkudziesięciu osobników do kilku tysięcy.
Wiadomo również, że osobniki rodzaju żeńskiego występują w dwóch rozmiarach. Czym jest to spowodowane i czemu służy jest jeszcze tajemnicą.